# Søeborg-Sø
Der Søeborg-Sø war ein See in Gribskov Kommune, im Nordosten Seelands in Dänemark. Seine Fläche betrug ungefähr 600 ha (6 km²). Unweit des Sees lag das Schloss Søeborg und die mittelalterliche Handelsstadt Søeborg.
Der See wurde in den 1790er Jahren mittels eines einzelnen Kanalsystems zum Teil trockengelegt, daher war die Tiefe des Trockenlegens gering. Es gab keine eigentliche Bewirtschaftung der dadurch gewonnenen Fläche, aber es konnten Gras und Schilfrohr geerntet werden.
Nach 80 Jahren, in den 1870er Jahren, wurde der See vollständig trockengelegt mithilfe eines umfassenden Kanalsystems, das vom Architekten P. B. Feilberg errichtet wurde, der die Tiefe des Trockenlegens dermaßen senkte, dass eine Bewirtschaftung des Seebodens möglich wurde.
Am 17. April 2024 informierte das dänische Umweltministerium die Öffentlichkeit mit einer Pressemitteilung über den Beginn der Bauarbeiten an dem Landschaftsprojekt. Die ersten Erdarbeiten hatten begonnen. (Das Gelände wurde etwa einen Meter tief ausgehoben.) Im weiteren Verlauf des Projektes sollen sie pumpen, die die Landschaftsfläche bisher trocken gehalten haben,  im Frühjahr 2025 abgestellt werden.
Von diesem Zeitpunkt an soll es etwa ein Jahr dauern, bis der See vollgelaufen ist, so der Plan. Die Gesamtkosten des Projektes betragen etwa 120 Millionen dänische Kronen, umgerechnet etwa 16 Millionen Euro.

## Der Søeborg-Sø in der Literatur
Der Søeborg-Sø ist der Ort, wo Frater Taciturnus (der pseudonyme Herausgeber des dritten Teils von Søren Kierkegaards Stadien auf des Lebens Weg), der seinen Freund, einen Naturforscher, begleitet, eine verschlossene Truhe mit einem Manuskript auffindet und es veröffentlicht. In den Stadien wird die ursprüngliche Tiefe des Sees als mehrere Faden (dänisch en Dybde af flere Favne) angegeben. Niemand habe Mitleid mit dem See, so Kierkegaard, weil das Pfarrergut auf der einen und die Bauern auf der anderen Seite an den See grenzen und keine Seite etwas gegen den Gewinn von Wiesen einzuwenden habe.